# Haworth (Nova Jersey)
Haworth és una població dels Estats Units a l'estat de Nova Jersey. Segons el cens del 2008 tenia 3.413 habitants.

## Demografia
Segons el cens del 2000, Haworth tenia 3.390 habitants, 1.134 habitatges, i 970 famílies. La densitat de població era de 667,8 habitants/km².
Dels 1.134 habitatges en un 44,1% hi vivien nens de menys de 18 anys, en un 76,7% hi vivien parelles casades, en un 6,5% dones solteres, i en un 14,4% no eren unitats familiars. En el 12,8% dels habitatges hi vivien persones soles el 8,1% de les quals corresponia a persones de 65 anys o més que vivien soles. El nombre mitjà de persones vivint en cada habitatge era de 2,98 i el nombre mitjà de persones que vivien en cada família era de 3,25.
Per edats la població es repartia de la següent manera: un 28,9% tenia menys de 18 anys, un 4,3% entre 18 i 24, un 23,6% entre 25 i 44, un 29,2% de 45 a 60 i un 14% 65 anys o més. L'edat mediana era de 41 anys. Per cada 100 dones de 18 o més anys hi havia 91,8 homes.
La renda mediana per habitatge era de 101.836 $ i la renda mediana per família de 112.500 $. Els homes tenien una renda mediana de 89.476 $ mentre que les dones 49.643 $. La renda per capita de la població era de 45.615 $. Aproximadament l'1,8% de les famílies i el 2% de la població estaven per davall del llindar de pobresa.

## Poblacions més properes
El següent diagrama mostra les poblacions més properes.